# Hydrocotyle hookeri
Hydrocotyle hookeri là một loài thực vật có hoa trong Họ Cuồng. Loài này được (C.B. Clarke) Craib mô tả khoa học đầu tiên năm 1911.